# Sistemas de controle
O estudo dos Sistemas de controle PB ou Sistemas de controloPE  é uma das áreas da engenharia elétrica e mecânica. Os conceitos de controle são frequentemente explorados em sistemas eletrônicos, permitindo alcançar resultados muito fortes.
Uma área que vem desenvolvendo de forma muito expressiva os sistemas de controle é a Engenharia de Controle e Automação.